# Francisco del Balzo
Francisco del Balzo (en italiano, Francesco del Balzo) (Nápoles, 17 de mayo de 1805-¿?, 15 de abril de 1882) fue un noble y militar napolitano, conocido por ser el segundo esposo de María Isabel de Borbón, viuda de Francisco I de las Dos Sicilias.

## Biografía
Nació fruto del matrimonio entre los nobles Nicolás del Balzo, duque de Presenzano y de Catalina Crivelli. Siguió la carrera militar en su juventud. 
Desde que quedó viuda en 1830, la reina madre de las Dos Sicilias, María Isabel de Borbón, había tenido diversas relaciones amorosas. En 1837 María Isabel tuvo una aventura amorosa con el oficial austríaco, barón Peter Schmuckher. La aventura finalizó con la expulsión del oficial por parte de Fernando II de las Dos Sicilias, hijo de María Isabel. Con posterioridad se seleccionó a Francesco, diceciséis años más joven que la reina, para desposarla y así evitar futuras aventuras amorosas. La unión desigual (por la diferencia de nacimiento de los contrayentes) contó con la autorización del hijo de María Isabel y soberano de las Dos Sicilias, Fernando II. La unión se efectuaría el 15 de enero de 1839 y contó con la presencia del propio monarca .
Tras su boda, el nuevo matrimonio pasó a residir en Capodimonte.
Tras la muerte de María Isabel en 1848, el 17 de enero de 1857 en Nápoles contrajo un nuevo matrimonio con Julia Carignani, hija del duque de Novoli. De este segundo matrimonio tendría dos hijos: 
- María (Nápoles, 3 de octubre de 1857) casada con Leopoldo Caracciolo (¿?-10 de marzo de 1891),
- José (Nápoles, 15 de febrero de 1871) casado con Laura Caracciolo, con descendencia.

Murió en 1882.

## Títulos, órdenes y empleos

### Títulos
- Conde (1848)

### Órdenes
- Bailío gran cruz de la Sagrada Orden Militar Constantiniana de San Jorge.
- Caballero gran cruz de la Orden de Carlos III. ( España, 16 de diciembre de 1839)[4][5]

### Empleos
- Mayordomo de semana del rey de las Dos Sicilias. (1839)[6]
- Oficial general del ejército del reino de las Dos Sicilias.

### Individuales
1. ↑  «Balzo (del)». L'araldo almanacco nobiliare del napoletano (en italiano). stabilimento tipografico A. Trani. p. 58. Consultado el 27 de mayo de 2022.
2. ↑  Acton, 1961, pp. 132-133.
3. ↑  Acton, 1961, p. 133.
4. ↑  Costa y Turell, Modesto (1858). Tratado completo de la ciencia del blason: ó sea, Código heráldico-histórico, acompañado de una estensa noticia de todas las órdenes de caballería existentes y abolidas. Librería Española. p. 339. Consultado el 1 de agosto de 2023.
5. ↑  «Calendario, manual y guia de forasteros en Madrid». Guía de forasteros en Madrid: 169. 1868. Consultado el 1 de agosto de 2023.
6. ↑  «Almanacco reale del regno delle Due Sicilie. 1840». Almanacco reale del regno delle Due Sicilie (en italiano) (Stamperia Reale): 75. 1840. Consultado el 27 de mayo de 2022.